# Rhynchoconger nitens
Rhynchoconger nitens е вид змиорка от семейство Congridae. Видът не е застрашен от изчезване.

## Разпространение и местообитание
Разпространен е в Гватемала, Еквадор, Колумбия, Коста Рика, Мексико, Никарагуа, Панама, Перу, Салвадор, Хондурас и Чили.
Среща се на дълбочина от 14 до 104 m, при температура на водата от 3,5 до 17,2 °C и соленост 34,6 – 35 ‰.

## Описание
На дължина достигат до 40 cm.